# Casino Antic (Castelló de la Plana)
El Casino Antic està situat en l'espai urbà denominat "Porta del Sol", en la zona centre de Castelló de la Plana (País Valencià); va ser construït en l'any 1923, sent l'arquitecte Francisco Maristany Casajuana.
L'edifici és la seu d'una entitat denominada anteriorment "Casino de Castelló", fundada en 1814. El seu president va ser el Baró de Benicàssim i la primera seu va ser situada en la seua pròpia casa, carrer dels Cavallers núm. 20. El 1876 passa a ocupar el lloc actual amb la nova denominació de "Casino Antic". Aquest lloc d'oci és utilitzat en nombrosos esdeveniments públics i privats per a reunions i banquets.
L'edifici ocupa un ampli solar amb façana a la "Porta del Sol" i al carrer d'Enmig. Respon a la transformació d'un antic edifici del segle xviii, el palau dels Tirado, amb cert aire de casa de camp i pobra aparença exterior. És el resultat d'un concurs convocat per l'Ajuntament guanyat pel projecte presentat per Joaquím Moragas i Francesc Maristany. Aquest projecte proposava una nova disposició interior i una important actuació exterior.

## Descripció

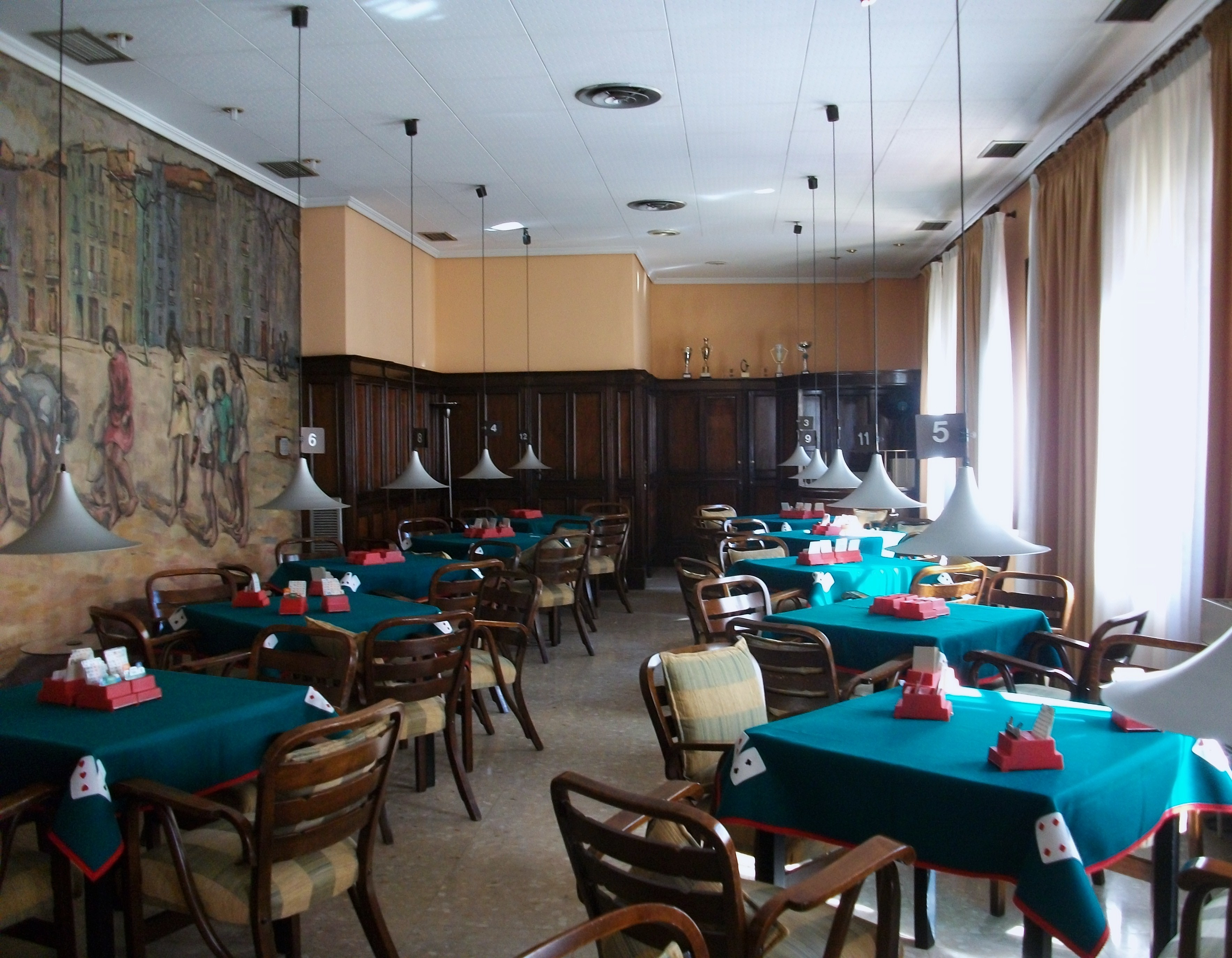
Sala de jocs.

Les obres es van iniciar el 1922 i van consistir en l'elevació d'un pis en la façana del carrer d'Enmig fins a la crugia de l'escala respectada en la seua totalitat i la reforma del Saló de Ball en l'ala est; la reforma en la seua totalitat de les dues façanes i la construcció de la torre quadrada del segon pis. Com a resultat de la intervenció, l'edifici adquireix un notable caràcter marcat per la interessant volumetria i pels elements ornamentals que donen la nota de distinció i elegància. La façana principal presenta un perfil escalonat que comença amb la torre en el cantó amb el carrer Enmig i reduïx la seua altura fins a arribar al nivell de dues plantes. El cantó oposat de la façana principal també es remata amb una torre que absorbeix el canvi d'altures amb la façana lateral que bolca al jardí.
Aquest interessant projecte de reforma sobre un edifici d'escàs interès ens deixa veure una arquitectura que sembla de nova planta, en la qual no hagués existit cap condicionament en la seua composició. La planta baixa es diferencia de la resta pel seu tractament com base, amb sòcol corregut i canals horitzontals en els paraments. La separació intencionada d'aquesta planta es produïx a través de la balconada correguda amb balaustrada que marca l'inici de la composició de les plantes superiors, en aquestes plantes els buits verticals són reforçats per elements ornamentals treballats en pedra.
Es tracta d'un cas de reforma d'un edifici, no només en el plànol funcional sinó també en l'estètic. Les façanes, de llenguatge eclèctic tenen un clar referent en els models platerescs de Salamanca com és el cas del palau de Monterrey. Exemple d'edifici significatiu per la seua funció, ubicació i com cas molt bé resolt, d'un projecte de reforma. Aquest edifici es converteix en un dels més representatius de Castelló, coincidint amb la primera obra d'un arquitecte de gran trajectòria professional com és el cas de Francesc Maristany Casajuana.